# Alfabet phags-pa
L'alfabet phags-pa (mongol: дөрвөлжин үсэг, ‘escriptura quadrada’) és un alfabet dissenyat pel monjo tibetà i Preceptor Estatal (més tard Preceptor imperial) Drogön Chögyal Phagpa per a Kublai Khan, el fundador de la dinastia Yuan, com a escriptura unificada per les llengües escrites dins del Yuan. L'ús real d'aquesta escriptura es limita aproximadament a uns cent anys, durant la dinastia Yuan Mongol, i va caure en desús amb l'adveniment de la dinastia Ming. La documentació del seu ús proporciona pistes sobre els canvis en les varietats de xinès, les llengües tibètiques, Mongol i altres llengües veïnes durant l'era Yuan.

## Història
L'alfabet mongol basat en l'uigur no era gaire adequat per representar el Mongol medieval, i era impracticable estendre'l a una llengua amb una fonologia molt diferent com el xinès. Per això, durant la dinastia Yuan (circa 1269), Kublai Khan va demanar a Phags-pa que dissenyés un alfabet nou per ser utilitzat a tot l'imperi. Phags-pa va ampliar el seu alfabet tibetà nadiu, que és una escriptura bràmica, per tal d'incloure el mongol i el xinès, evidentment el mandarí de les planes centrals. Les 38 lletres que en van resultar han estat conegudes amb diversos noms descriptius, com "escriptura quadrada" per la seva forma, però avui es coneix principalment com el alfabet Phags-pa.
Malgrat el seu origen, s'escrivia en direcció vertical, de dalt a baix, com les escriptures mongols anteriors. No va tenir gaire acceptació, i no va ser una escriptura popular, fins i tot entre la mateixa elit mongol, tot i que va ser utilitzat com a escriptura oficial de la dinastia Yuan fins a principis de la dècada de 1350, quan va començar la Revolta dels turbants vermells. Posteriorment, es va utilitzar principalment com a transcripció fonètica dels caràcters xinesos per als mongols que aprenien aquella llengua. També fou utilitzat en el segle XX com a escriptura en les monedes tibetanes, com a escriptura de segell des de l'edat mitjana fins al segle XX i en inscripcions a les portes d'entrada de monestirs tibetans.

## Formes
A dalt: Transcripció aproximada en xinès medieval. (Els fonemes entre parèntesis no existeixen en xinès.)

Segon: Forma estàndard de les lletres.

Tercer: Formes en l'escriptura de segell. (Algunes lletres, entre guions, són iguals que la lletra precedent.)

A diferència de l'escriptura tibetana ancestral, totes les lletres phags-pa s'escriuen en ordre temporal (és a dir, /CV/ s'escriu en l'ordre C–V per a totes les vocals) i en línia (per tant, les vocals no són diacrítics). Tanmateix, les lletres de vocals tenen formes inicials distintes, i una /a/ curta no s'escriu excepte inicialment, de manera que el Phags-pa constitueix una transició entre un abugida i un alfabet real. Les lletres de les síl·labes en Phags-pa s'escriuen de manera enllaçada de manera que formen blocs sil·làbics.
L'alfabet phags-pa va prendre formes gràfiques diverses. La forma estàndard (a la part superior, a la dreta) es disposava en blocs regulars, però una forma "tibetana" (a la part inferior) tenia una forma encara més geometritzada, amb unes línies gairebé rectes ortogonals i angles rectes. Una forma d'escriptura de segell (Xinès 蒙古篆字 měnggǔ zhuànzì "escriptura de segell mongol"), usada en segells imperials i similars, era més elaborar, amb línies sinusoidals quadrades i espirals.
Tal com està documentat a Corea, el hangul es va crear basant-se en una "antiga escriptura de segell" (古篆字), la qual podria ser l'alfabet phags-pa, segons afirma Gary Ledyard, i seria una referència al seu nom xinès "蒙古篆字" (měnggǔ zhuànzì). Tanmateix, és la forma estàndard més senzilla de Phags-pa que tñe més semblança gràfica amb el hangul.

## Lletres
Al quadre següent es mostren les inicials de l'alfabet phags-pa tal com es presenten en el Menggu Ziyun, ordenades segons la tradició filològica xinesa de les 36 inicials.
| Núm. | Nom       | Transcripció fonètica | Lletra phags-pa | Inicial pags-pa | Notes                             |
| ---- | --------- | --------------------- | --------------- | --------------- | --------------------------------- |
| 1    | 見 jiàn   | * [k]                 | ꡂ               | g-              |                                   |
| 2    | 溪 qī     | * [kʰ]                | ꡁ               | kh-             |                                   |
| 3    | 群 qún    | * [ɡ]                 | ꡀ               | k-              |                                   |
| 4    | 疑 yí     | * [ŋ]                 | ꡃ               | ng-             |                                   |
| 5    | 端 duān   | * [t]                 | ꡊ               | d-              |                                   |
| 6    | 透 tòu    | * [tʰ]                | ꡉ               | th-             |                                   |
| 7    | 定 dìng   | * [d]                 | ꡈ               | t-              |                                   |
| 8    | 泥 ní     | * [n]                 | ꡋ               | n-              |                                   |
| 9    | 知 zhī    | * [ʈ]                 | ꡆ               | j-              |                                   |
| 10   | 徹 chè    | * [ʈʰ]                | ꡅ               | ch-             |                                   |
| 11   | 澄 chéng  | * [ɖ]                 | ꡄ               | c-              |                                   |
| 12   | 娘 niáng  | * [ɳ]                 | ꡇ               | ny-             |                                   |
| 13   | 幫 bāng   | * [p]                 | ꡎ               | b-              |                                   |
| 14   | 滂 pāng   | * [pʰ]                | ꡍ               | ph-             |                                   |
| 15   | 並 bìng   | * [b]                 | ꡌ               | p-              |                                   |
| 16   | 明 míng   | * [m]                 | ꡏ               | m-              |                                   |
| 17   | 非 fēi    | * [p̪]                 | ꡤ               | f-              | Forma normal de la lletra fa      |
| 18   | 敷 fū     | * [p̪ʰ]                | ꡰ               | f¹-             | Forma de variant de la lletra fa  |
| 19   | 奉 fèng   | * [b̪]                 | ꡤ               | f-              | Forma normal de la lletra fa      |
| 20   | 微 wēi    | * [ɱ]                 | ꡓ               | w-              | lletra wa representa [v]          |
| 21   | 精 jīng   | * [ts]                | ꡒ               | dz-             |                                   |
| 22   | 清 qīng   | * [tsʰ]               | ꡑ               | tsh-            |                                   |
| 23   | 從 cóng   | * [dz]                | ꡐ               | ts-             |                                   |
| 24   | 心 xīn    | * [s]                 | ꡛ               | s-              |                                   |
| 25   | 邪 xié    | * [z]                 | ꡕ               | z-              |                                   |
| 26   | 照 zhào   | * [tɕ]                | ꡆ               | j-              |                                   |
| 27   | 穿 chuān  | * [tɕʰ]               | ꡅ               | ch-             |                                   |
| 28   | 床 chuáng | * [dʑ]                | ꡄ               | c-              |                                   |
| 29   | 審 shěn   | * [ɕ]                 | ꡮ               | sh¹-            | Forma de variant de la lletra sha |
| 30   | 禪 chán   | * [ʑ]                 | ꡚ               | sh-             | Forma normal de la lletra sha     |
| 31   | 曉 xiǎo   | * [x]                 | ꡜ               | h-              | Forma normal de la lletra ha      |
| 32   | 匣 xiá    | * [ɣ]                 | ꡣ               | x-              |                                   |
| 32   | 匣 xiá    | * [ɣ]                 | ꡯ               | h¹-             | Forma de variant de la lletra ha  |
| 33   | 影 yǐng   | * [ʔ]                 | ꡖ               | '-              | glottal Aturada                   |
| 33   | 影 yǐng   | * [ʔ]                 | ꡗ               | y-              | Forma normal de la lletra ya      |
| 34   | 喻 yù     | * [j]                 | ꡝ               | -               | null Inicial                      |
| 34   | 喻 yù     | * [j]                 | ꡭ               | y¹-             | Forma de variant de la lletra ya  |
| 35   | 來 lái    | * [l]                 | ꡙ               | l-              |                                   |
| 36   | 日 rì     | * [ɲ]                 | ꡔ               | zh-             |                                   |

## Unicode
'L'alfabet phags-pa va ser afegit a l'Unicode Estàndard el juliol de 2006 amb la publicació de la versió 5.0.
El bloc Unicode per al phags-pa és U+A840–U+A877:
| Phags-pa[1][2] Official Unicode Consortium code chart (PDF)                           |   |   |   |   |   |   |   |   |   |   |   |   |   |   |   |   |
|                                                                                       | 0 | 1 | 2 | 3 | 4 | 5 | 6 | 7 | 8 | 9 | A | B | C | D | E | F |
| U+A84x                                                                                | ꡀ | ꡁ | ꡂ | ꡃ | ꡄ | ꡅ | ꡆ | ꡇ | ꡈ | ꡉ | ꡊ | ꡋ | ꡌ | ꡍ | ꡎ | ꡏ |
| U+A85x                                                                                | ꡐ | ꡑ | ꡒ | ꡓ | ꡔ | ꡕ | ꡖ | ꡗ | ꡘ | ꡙ | ꡚ | ꡛ | ꡜ | ꡝ | ꡞ | ꡟ |
| U+A86x                                                                                | ꡠ | ꡡ | ꡢ | ꡣ | ꡤ | ꡥ | ꡦ | ꡧ | ꡨ | ꡩ | ꡪ | ꡫ | ꡬ | ꡭ | ꡮ | ꡯ |
| U+A87x                                                                                | ꡰ | ꡱ | ꡲ | ꡳ | ꡴ | ꡵ | ꡶ | ꡷ |   |   |   |   |   |   |   |   |
| Notes 1.^ As of Unicode version 12.0 2.^ Grey areas indicate non-assigned code points |   |   |   |   |   |   |   |   |   |   |   |   |   |   |   |   |

U+A856 ꡖ PHAGS-PA LETTER SMALL A és transliterat utilitzant U+A78F ꞏ latin letter sinological dot de l'Unicode llatí Estès-D bloc.